# Hexágono

Un hexágono regular y sus ángulos principales

Hexágono irregular

En geometría plana elemental, un hexágono es un polígono de seis lados y seis vértices. Su nombre deriva del griego ἑξάγωνον (de ἕξ, "seis" y γωνία, "ángulo").

## Propiedades
Un hexágono tiene:
- 6 vértices y lados.
- 9 diagonales.
- La suma de los ángulos internos de un hexágono es 720 grados o {\displaystyle 4\pi } radianes.

## Parhexágono
Siguiendo el hilo de un paralelogramo, un parhexágono o parexágono es aquel hexágono particular, en el que un lado es igual y paralelo a un lado opuesto, pero cada par de estos lados es de diferente tamaño.

### Proposición
Sea ABCDEF un hexágono irregular cualquiera, se unen A con C; B con D; C con E; D con F; E con A; F con B. Se forman los seis triángulos ABC, BCD, CDE, DEF, EFA, FAB. En cada uno de ellos se localiza su baricentro; que se denotan como A', B', C', D', E', F'. Se unen sucesivamente dichos puntos, el hexágono A'B'C'D'E'F' es un parhexágono.

## Hexágono regular

Medidas del hexágono regular

El hexágono regular es un polígono convexo con seis lados iguales y seis ángulos iguales, siempre dividido en triángulos simétricos o asimétricos.
El hexágono regular tiene las siguientes propiedades:
- Sus ángulos internos son congruentes midiendo 120° o {\displaystyle {\frac {2\pi }{3}}} rad. Resultado de {\displaystyle A_{i}={\frac {180(6-2)}{6}}}
- Cada ángulo externo del hexágono regular mide 60° o {\displaystyle {\frac {\pi }{3}}} rad.
- Está íntimamente relacionado con los triángulos equiláteros:
  - Uniendo cada vértice con su opuesto, el hexágono regular queda dividido en seis triángulos equiláteros.
  - Numérense los vértices de 1 a 6 en el sentido horario. Uniendo los vértices impares se obtiene un triángulo equilátero; uniendo los vértices pares se obtiene otro.
- Además de los cuadrados y los triángulos equiláteros, los hexágonos regulares congruentes (o iguales) son los terceros polígonos regulares que se pueden juntar para revestir totalmente una superficie plana sin dejar ningún vano.
- Las seis raíces sextas de 1 o los números complejos que resuelven la ecuación {\displaystyle z^{6}-1=0} están en los vértices de un hexágono regular ubicado en el plano complejo, siendo el primer vértice el punto (1,0).[5]

- Un hexágono regular es inscriptible y circunscribible en una circunferencia.Atendiendo a la figura, {\displaystyle r_{i}} sería el radio del círculo inscrito, {\displaystyle r_{u}} el radio del círculo circunscrito y {\displaystyle a} la longitud de un lado. Caben las igualdades:[6]

{\displaystyle a=r_{u}}, la longitud de un lado es igual al radio del círculo circunscrito.
{\displaystyle r_{i}=\cos(30^{\circ })r_{u}} , de esta forma se relacionan los radios de las circunferencias, entonces:
{\displaystyle r_{i}={\frac {\sqrt {3}}{2}}r_{u}} y podemos concluir que
{\displaystyle a={\frac {2r_{i}}{\sqrt {3}}}}
Para una Hexágono regular de círculo circunscrito y longitud de lado {\displaystyle r_{u}=a=1} , el radio de la inscrita sería aproximadamente {\displaystyle r_{i}\approx 0.866}
- Las perpendiculares trazadas por los puntos medios del hexágono regular y las bisectrices de los ángulos internos del hexágono regular son ejes de simetría del mismo.[7]

### Perímetro
Su perímetro es seis veces la longitud de su lado.
{\displaystyle P=n\cdot l_{n}=6\ l_{6}}, donde n es el número de lados y {\displaystyle l_{n}}, la longitud del lado.
El perímetro en función de la apotema ({\displaystyle a_{p}}) es
{\displaystyle P=4\cdot a_{p}\cdot {\sqrt {3}}}
Y en función del radio del círculo circunscrito ({\displaystyle r_{u}}) es
{\displaystyle P=6\cdot r_{u}}

### Área
Área del hexágono regular
Si se conoce la longitud del apotema a6 del polígono, una alternativa para calcular el área es:
{\displaystyle A={\frac {P\cdot a_{p}}{2}}={\frac {6l_{6}\cdot a_{p}}{2}}=3l_{6}\cdot a_{p}}
o
{\displaystyle A=2{\sqrt {3}}\cdot a_{p}^{2}}
Si solo conocemos el lado l6 podemos calcular el área con la siguiente fórmula:
{\displaystyle A=l_{6}^{2}{\frac {3{\sqrt {3}}}{2}}}, que equivale a las áreas de seis triángulos equiláteros que se obtienen al unir el centro con los seis vértices.

### Construcción geométrica

Construcción geométrica de un hexágono regular.

Un hexágono regular puede construirse utilizando únicamente una regla y compás:
1. Dado un punto O cualquiera, trazar una circunferencia cuyo radio sea igual al lado del hexágono a construir;
2. Elegir un punto A sobre la circunferencia y trazar un diámetro que cruce O y A. Marcar el otro punto donde este diámetro interseca la circunferencia como D;
3. Apoyando el compás en el punto A, trazar un arco que cruce O, cortando a la circunferencia en dos puntos, marcados como B y F;
4. Apoyando el compás en el punto D, trazar un arco que cruce O, cortando a la circunferencia en dos puntos, marcados como C y E

## Punto en el plano
Para un punto arbitrario en el plano de un hexágono regular con circunradio {\displaystyle R}, cuyas distancias al centroide del hexágono regular y a sus seis vértices son {\displaystyle L} y {\displaystyle d_{i}} 
respectivamente, tenemos
{\displaystyle d_{1}^{2}+d_{4}^{2}=d_{2}^{2}+d_{5}^{2}=d_{3}^{2}+d_{6}^{2}=2\left(R^{2}+L^{2}\right),}
{\displaystyle d_{1}^{2}+d_{3}^{2}+d_{5}^{2}=d_{2}^{2}+d_{4}^{2}+d_{6}^{2}=3\left(R^{2}+L^{2}\right),}
{\displaystyle d_{1}^{4}+d_{3}^{4}+d_{5}^{4}=d_{2}^{4}+d_{4}^{4}+d_{6}^{4}=3\left(\left(R^{2}+L^{2}\right)^{2}+2R^{2}L^{2}\right).}
Si {\displaystyle d_{i}} son las distancias desde los vértices de un hexágono regular a cualquier punto de su circunferencia, entonces
{\displaystyle \left(\sum _{i=1}^{6}d_{i}^{2}\right)^{2}=4\sum _{i=1}^{6}d_{i}^{4}.}

## Simetría

Las seis líneas de reflexión de un hexágono regular, con simetría Dih_{6} o r12, orden 12.

Las simetrías diédricas se dividen dependiendo de si pasan a través de vértices (d para diagonal) o aristas (p para perpendiculares) Las simetrías cíclicas en la columna central se etiquetan como g para sus órdenes de giro centrales. La simetría completa de la forma regular es r12 y ninguna simetría se etiqueta como a1.

El hexágono regular tiene simetría D6. Hay 16 subgrupos. Hay 8 hasta isomorfismo: sí mismo (D6), 2 diédricos: (D3, D2), 4 cíclico: (Z6, Z3, Z2, Z1) y el trivial (e).
Estas simetrías expresan nueve simetrías distintas de un hexágono regular. John Conway las etiqueta con una letra y un orden de grupo. r12 es simetría completa, y a1 no es simetría. p6', un isogonal hexágono construido por tres espejos pueden alternar aristas largas y cortas, y d6', un isotoxal hexágono construido con longitudes de arista iguales, pero vértices que alternan dos ángulos internos diferentes. Estas dos formas son duales entre sí y tienen la mitad del orden de simetría del hexágono regular. Las formas i4 son hexágonos regulares aplanados o estirados a lo largo de una dirección de simetría. Puede verse como un rombo elongado, mientras que d2 y p2 pueden verse como cometas alargadas horizontal y verticalmente. Los hexágonos g2, con lados opuestos paralelos, también se denominan paralelógonos hexagonales.
Cada simetría de subgrupo permite uno o más grados de libertad para formas irregulares. Sólo el subgrupo g6 no tiene grados de libertad pero puede verse como  arista dirigidas.
Los hexágonos de simetría g2, i4, y r12, como paralelógonos pueden teselar el plano euclídeo por traslación. Otros  hexágonos pueden teselar el plano con diferentes orientaciones.
| p6m (*632) | cmm (2*22) | p2 (2222) | p31m (3*3) | pmg (22*) | pmg (22*) | pg (××) |
| r12        | i4         | g2        | d2         | d2        | p2        | a1      |
| Dih6       | Dih2       | Z2        | Dih1       | Dih1      | Dih1      | Z1      |
| ---------- | ---------- | --------- | ---------- | --------- | --------- | ------- |

### Grupos A2 y G2
| A2 group roots | G2 group roots |

Las 6 raíces del grupo de Lie simple A2, representadas por un Diagrama de Dynkin Archivo:Dyn-nodo n1.pngArchivo:Dyn-nodo n2.png, están en un patrón hexagonal regular. Las dos raíces simples tienen un ángulo de 120° entre ellas.
Las 12 raíces del Grupo de Lie excepcional G2, representadas por un Diagrama de Dynkin  también tienen forma hexagonal. Las dos raíces simples de dos longitudes tienen un ángulo de 150° entre ellas.

## Disección
| 6-cube projection | disección de 12 rombos | disección de 12 rombos |
| ----------------- | ---------------------- | ---------------------- |
|                   |                        |                        |

Coxeter afirma que todo zonágono (un polígono de 2m cuyos lados opuestos son paralelos y de igual longitud) puede diseccionarse en 1⁄2m(m - 1) paralelogramos. En particular, esto es cierto para polígono regulars con un número par de lados, en cuyo caso los paralelogramos son todos rombos. Esta descomposición de un hexágono regular se basa en una proyección de polígono de Petrie de un cubo, con 3 de 6 caras cuadradas. Otros paralelogramos y direcciones proyectivas del cubo se diseccionan dentro de  Cuboides rectangulares.
|             |                         |                         |                         |                     |
| Regular {6} | Hexagonal paralelógonos | Hexagonal paralelógonos | Hexagonal paralelógonos |                     |
| 3D          | Caras cuadradas         | Caras cuadradas         | Caras rectangulares     | Caras rectangulares |
| 3D          |                         |                         |                         |                     |
| 3D          | Cubo                    | Cubo                    | Cuboide rectangular     | Cuboide rectangular |

## Galería de hexágonos naturales y artificiales

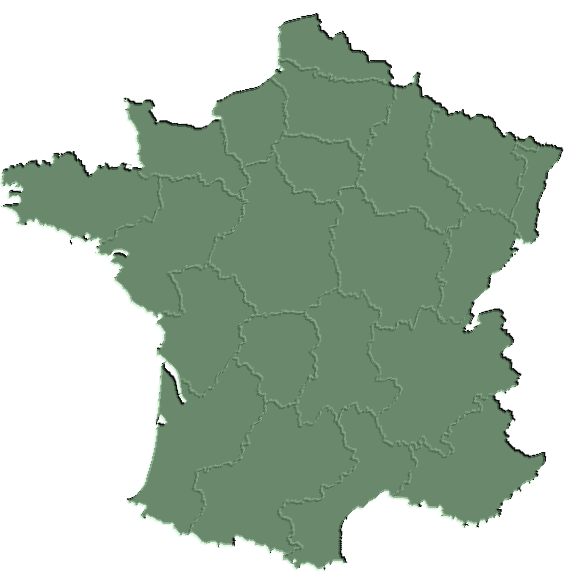
La Francia continental o parte metropolitana de Francia recibe el sobrenombre de Hexágono (l'Hexagone en francés), por tener una forma vagamente hexagonal.
Los escudos del caparazón de una tortuga están conformados por hexágonos.
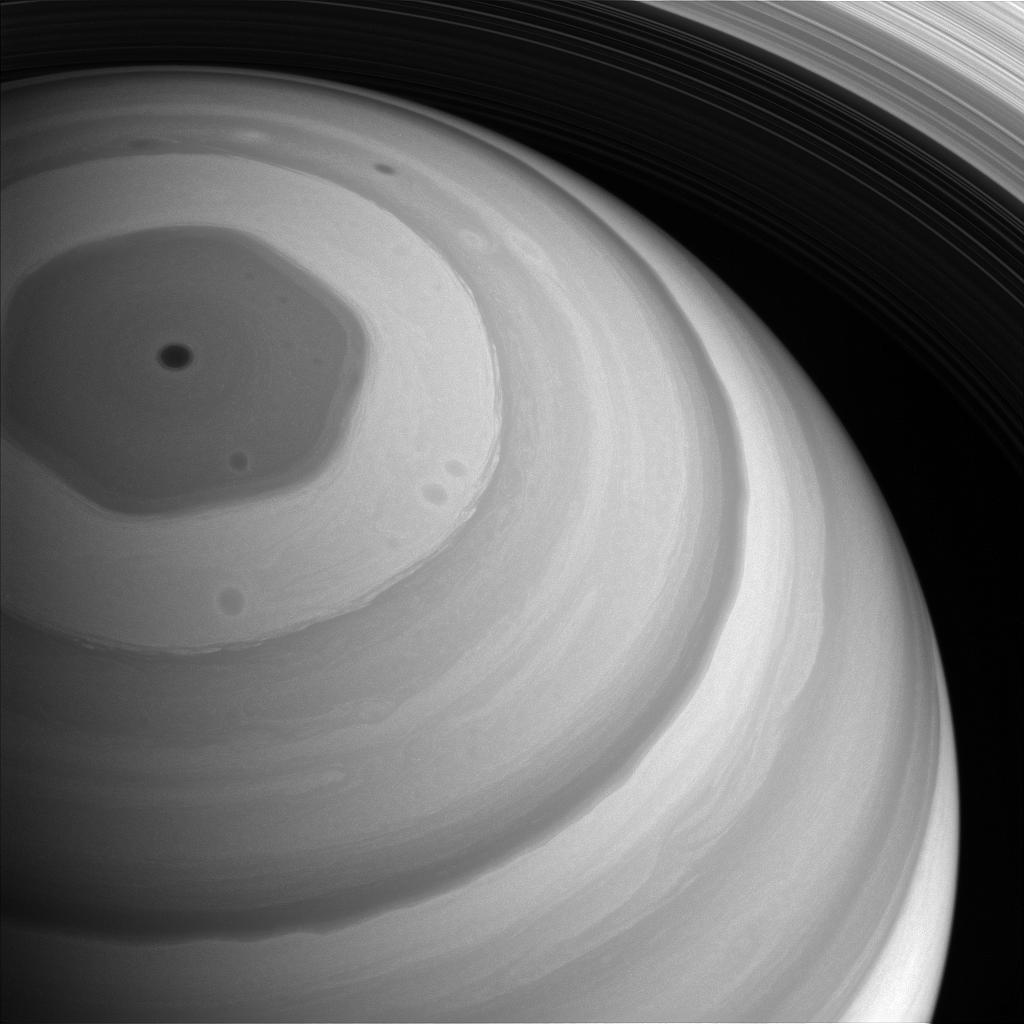
En el polo norte de Saturno se encuentra un patrón de nubes formando un hexágono.
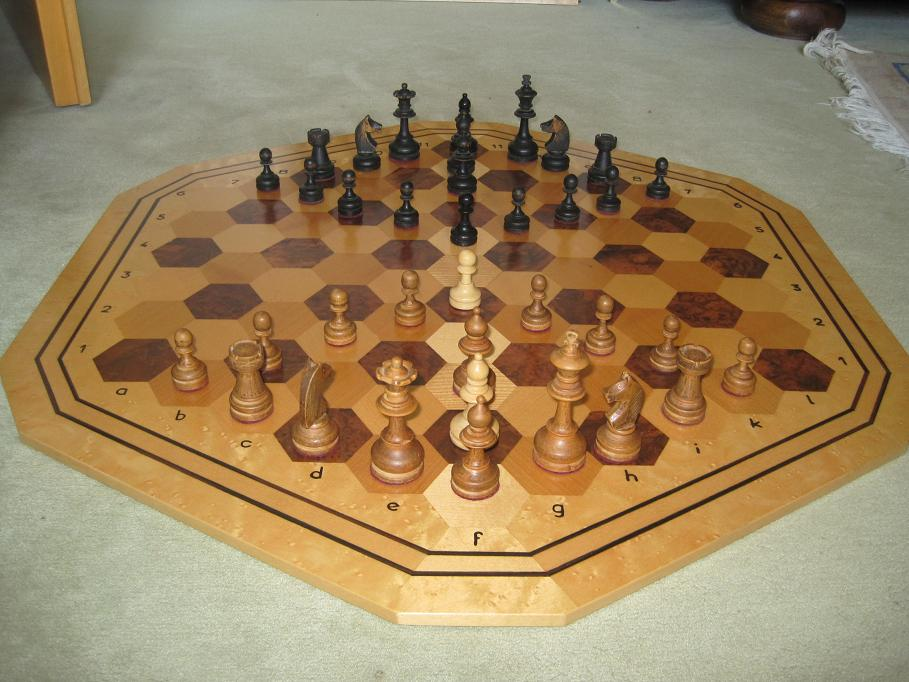
El ajedrez hexagonal de Władysław Gliński.
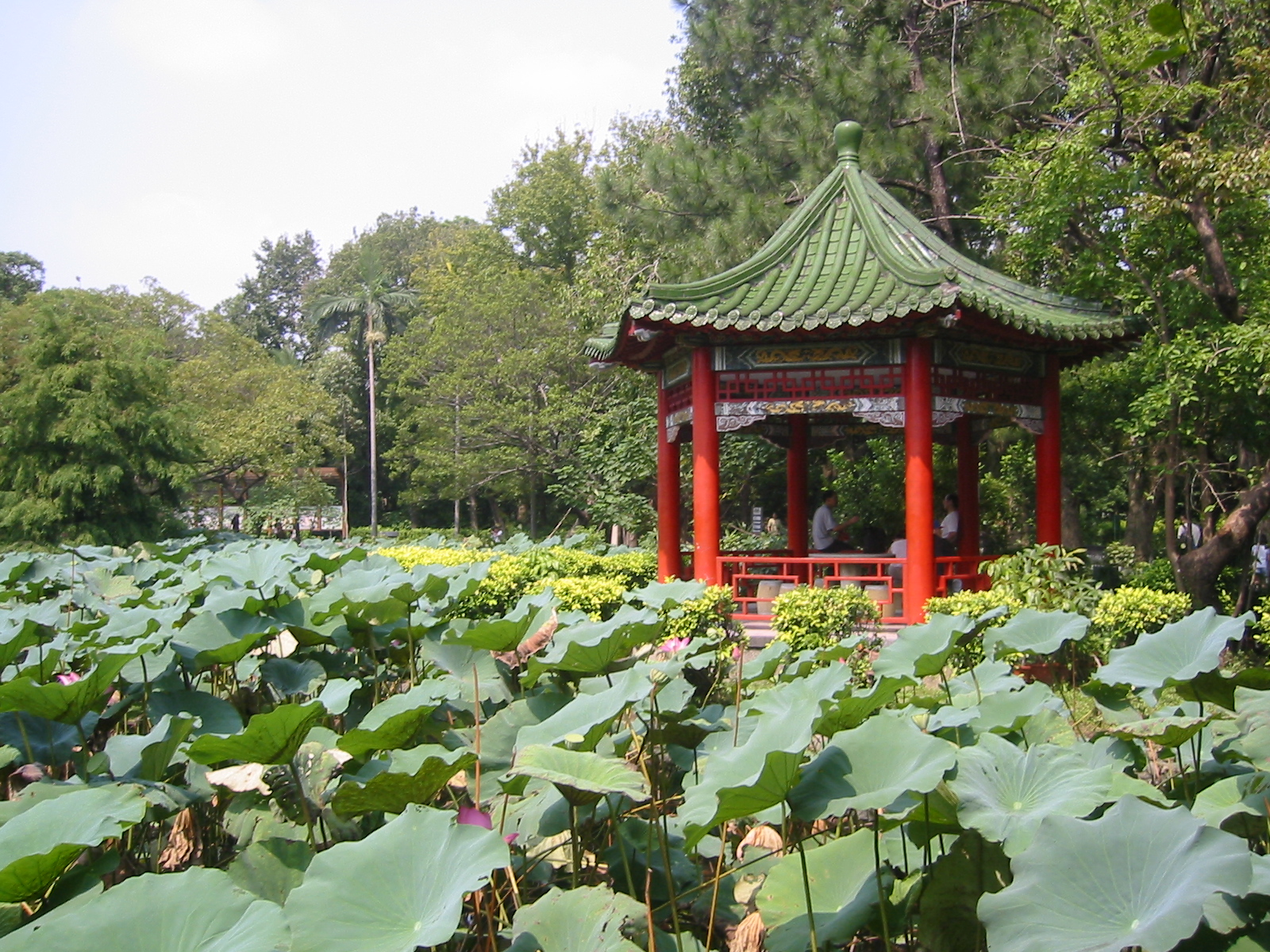
Los pabellones de estilo chino en los jardines botánicos tienen una estructura hexagonal.
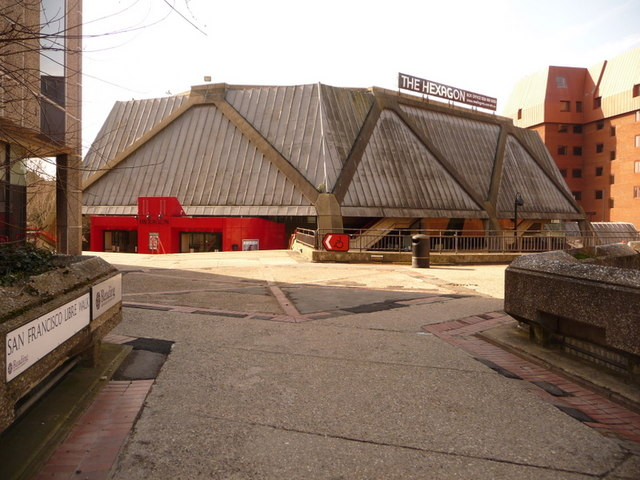
El hexágono es un teatro de arquitectura de tipo hexagonal ubicada en Reading, Reino Unido.
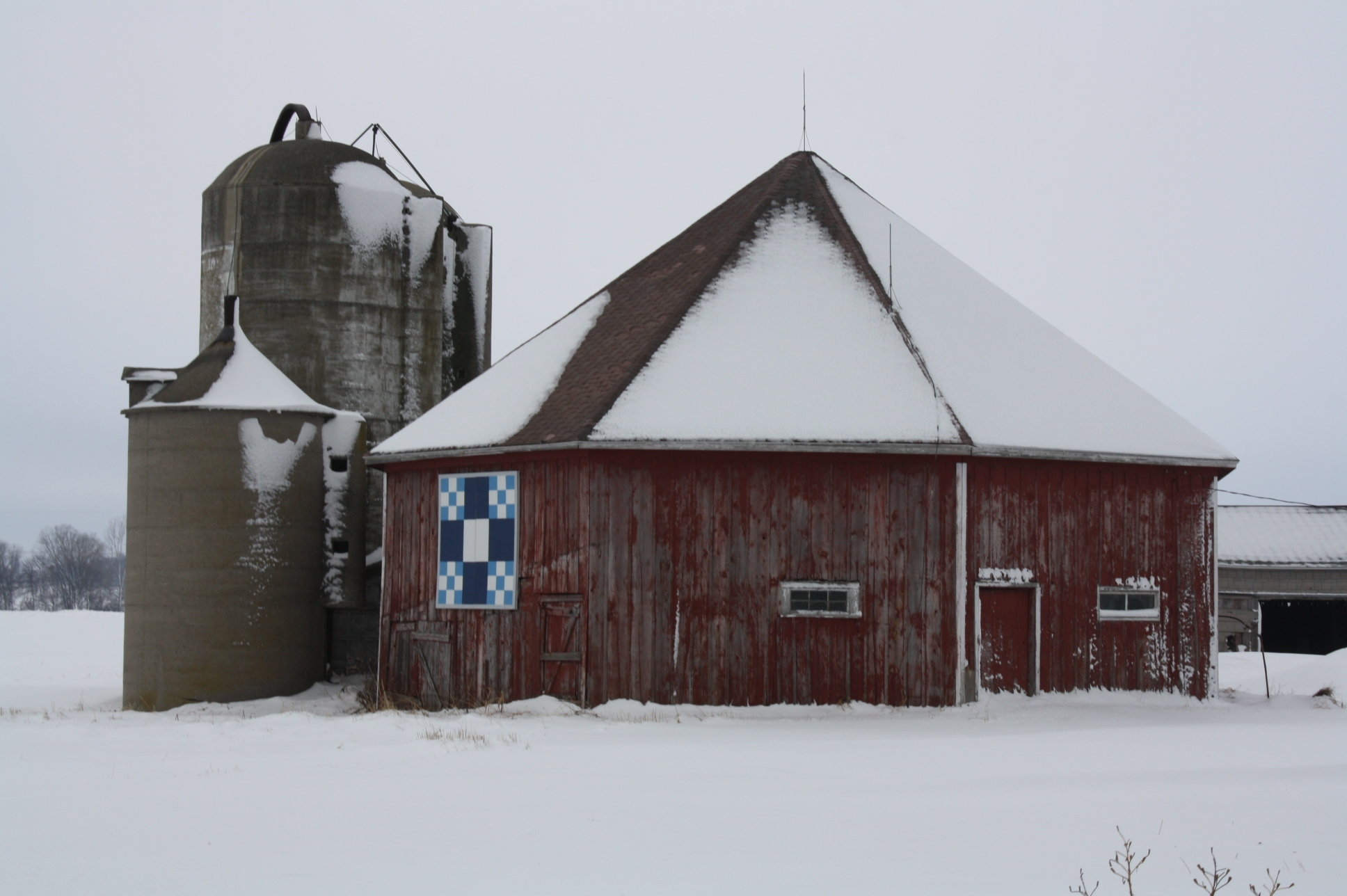
Un granero hexagonal.
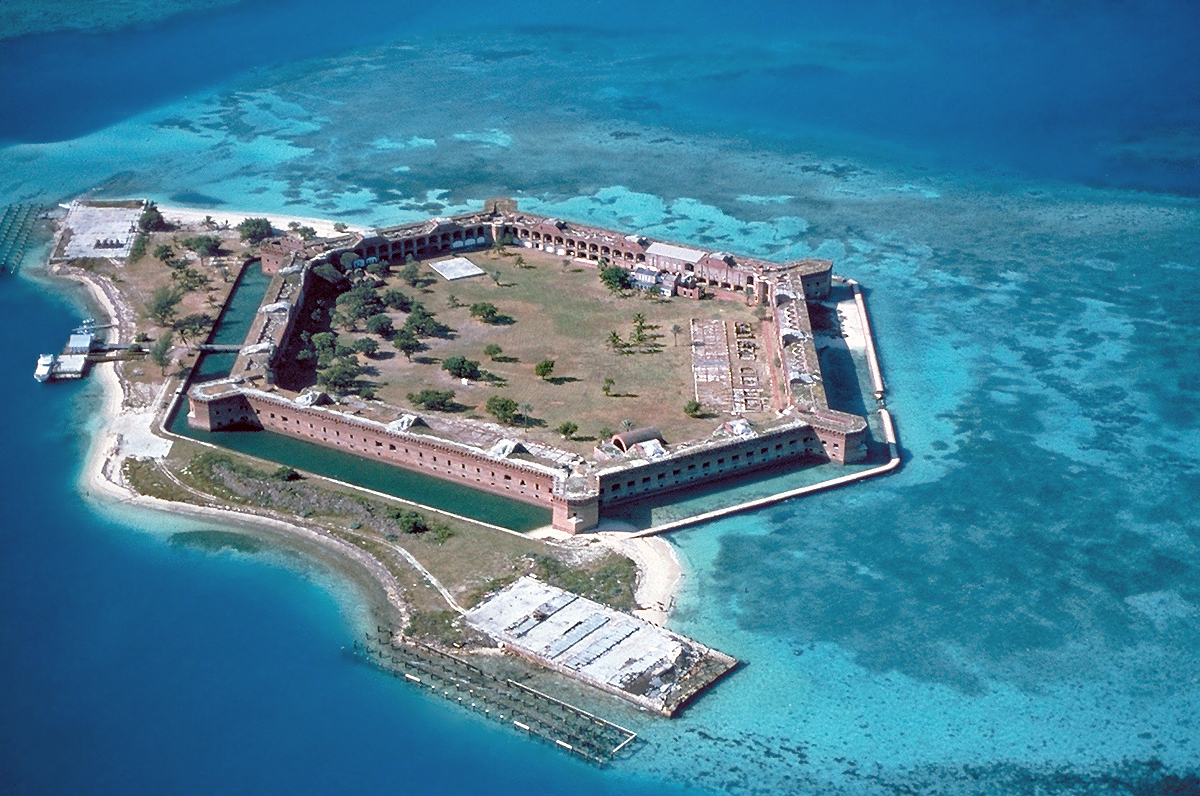
Vista aérea del Parque nacional Tortugas Secas.
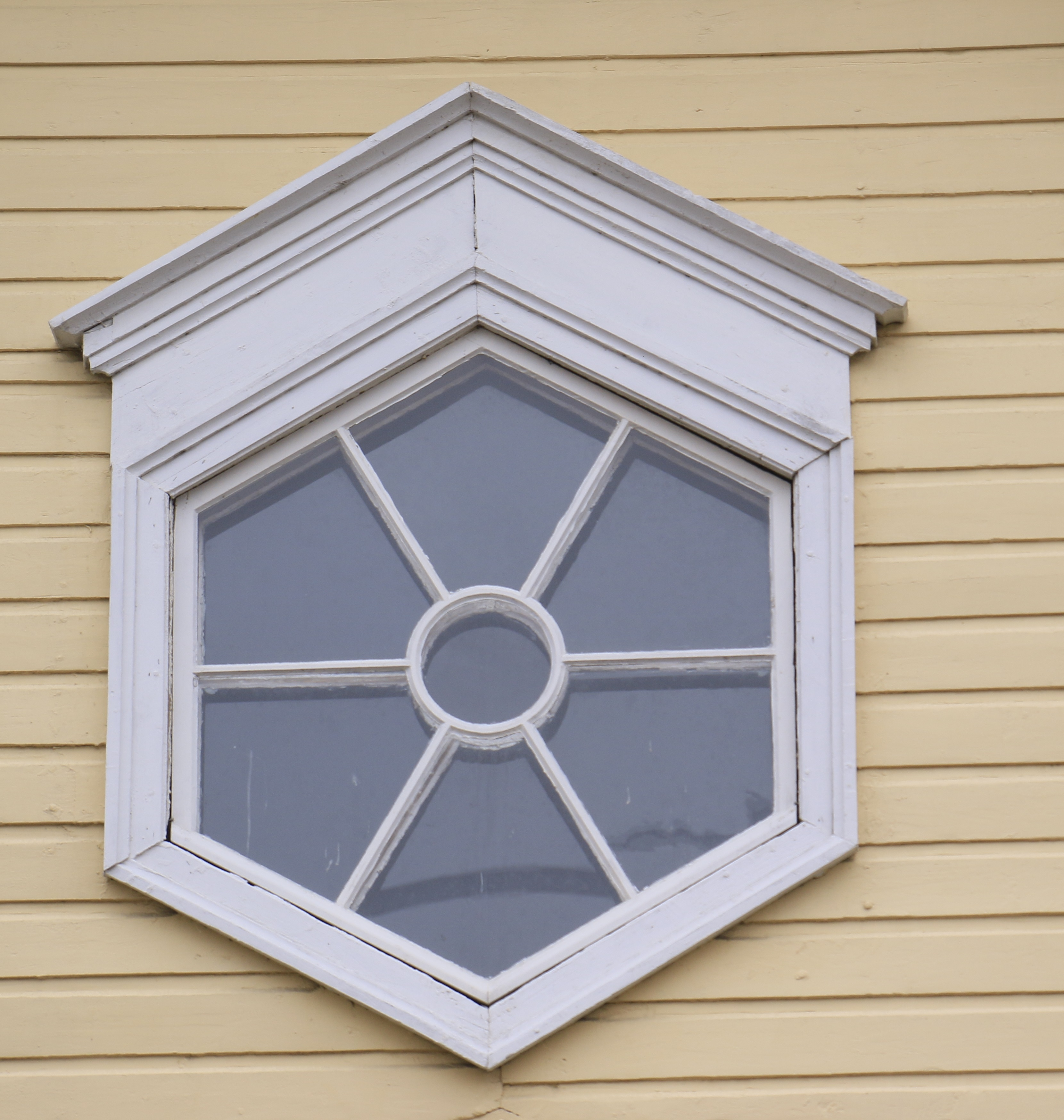
Ventana hexagonal de una casa.
Una imagen de burbujas ordenadas la una a la otra da la ilusión de ver hexágonos.
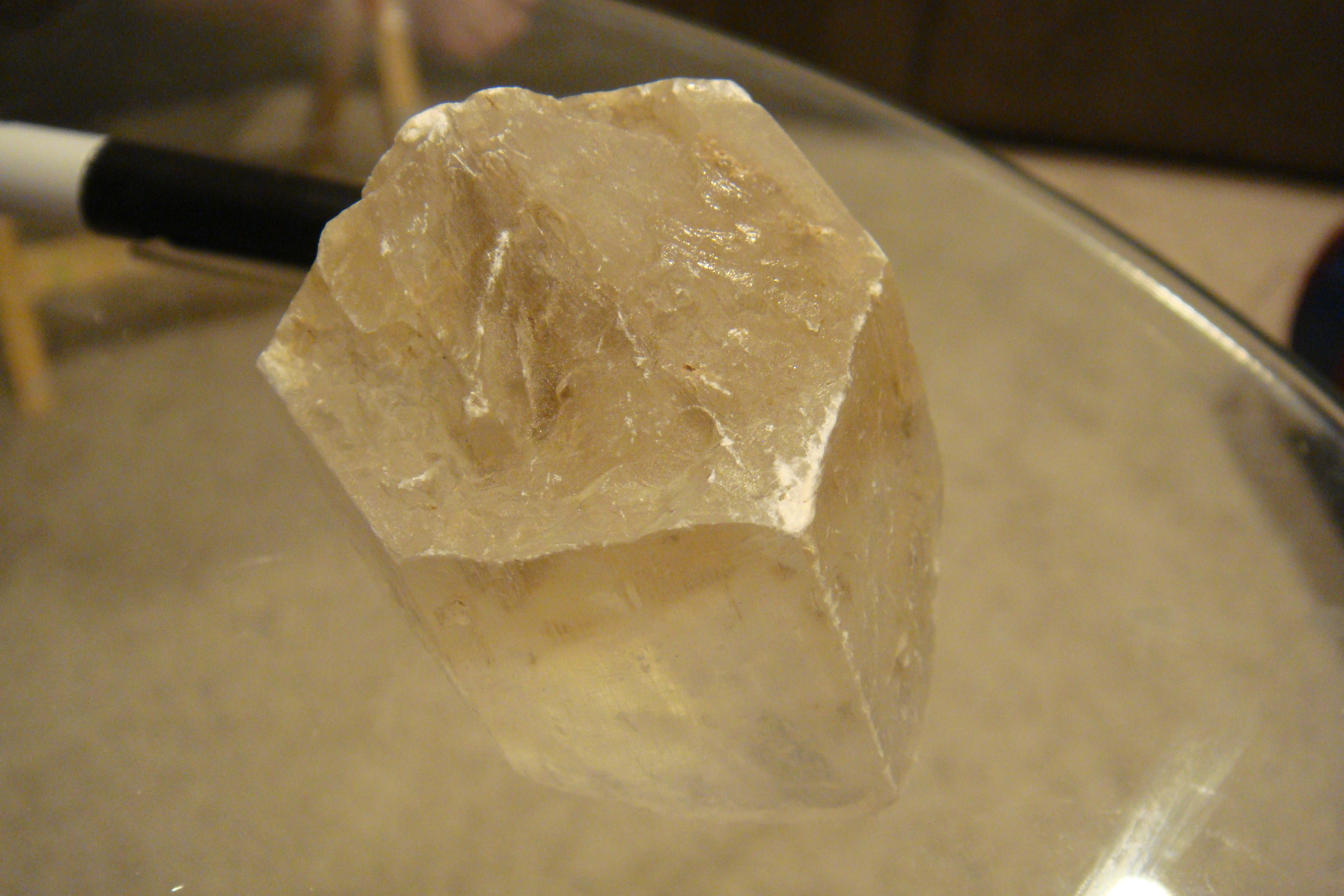
La hanksita, de uno de los muchos minerales del sistema cristalino hexagonal
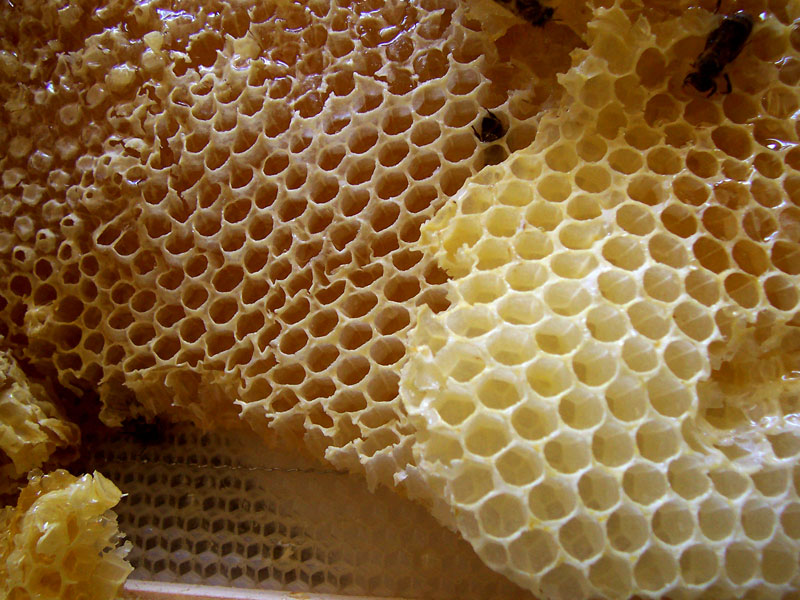
Los panales están construidos con formas hexagonales.
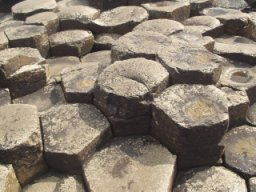
Columnas de basalto formadas naturalmente de la Calzada del Gigante en Irlanda del Norte; las masas grandes deben enfriarse lentamente para formar un patrón de fractura poligonal.
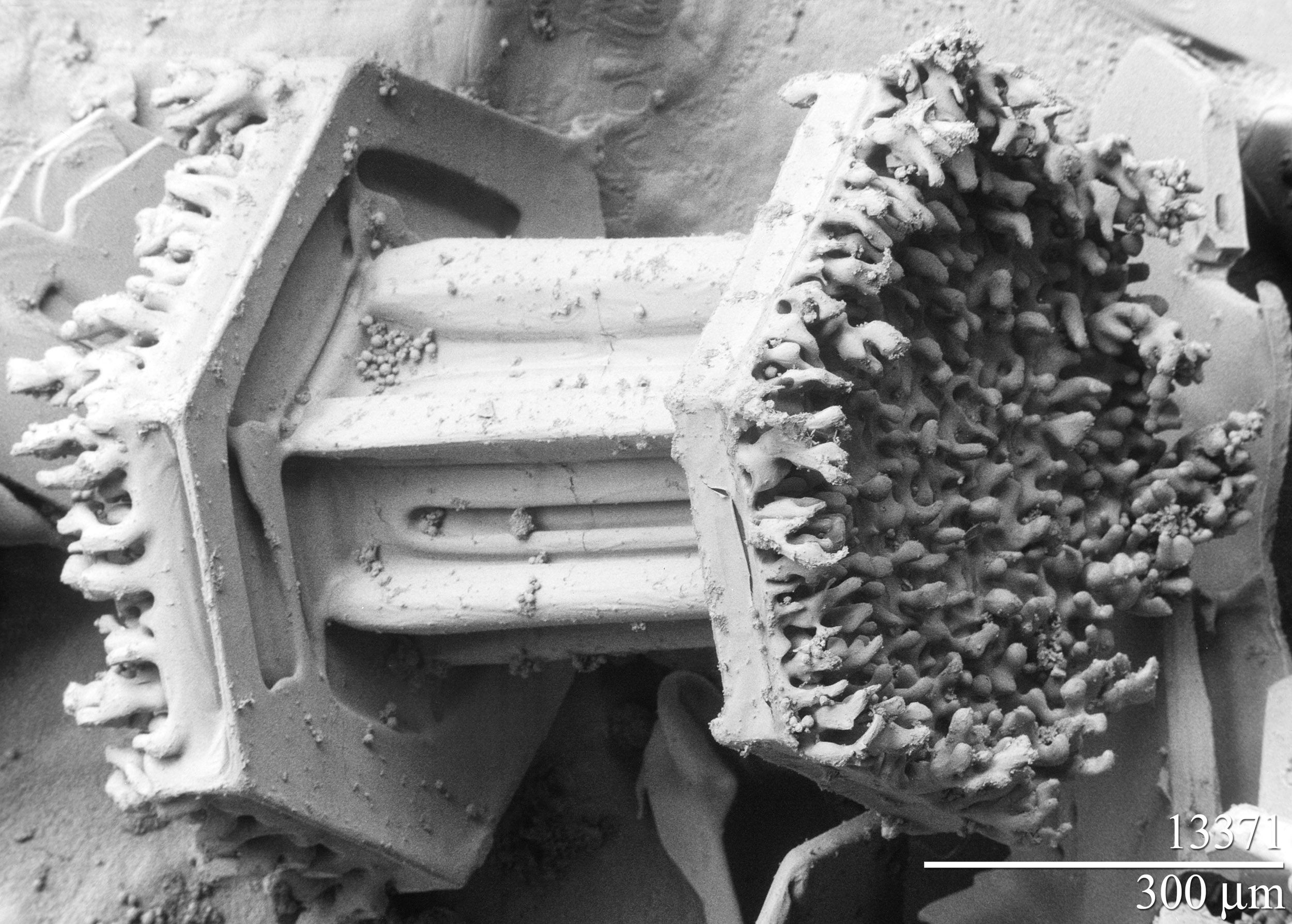
La micrografía de un copo de nieve.
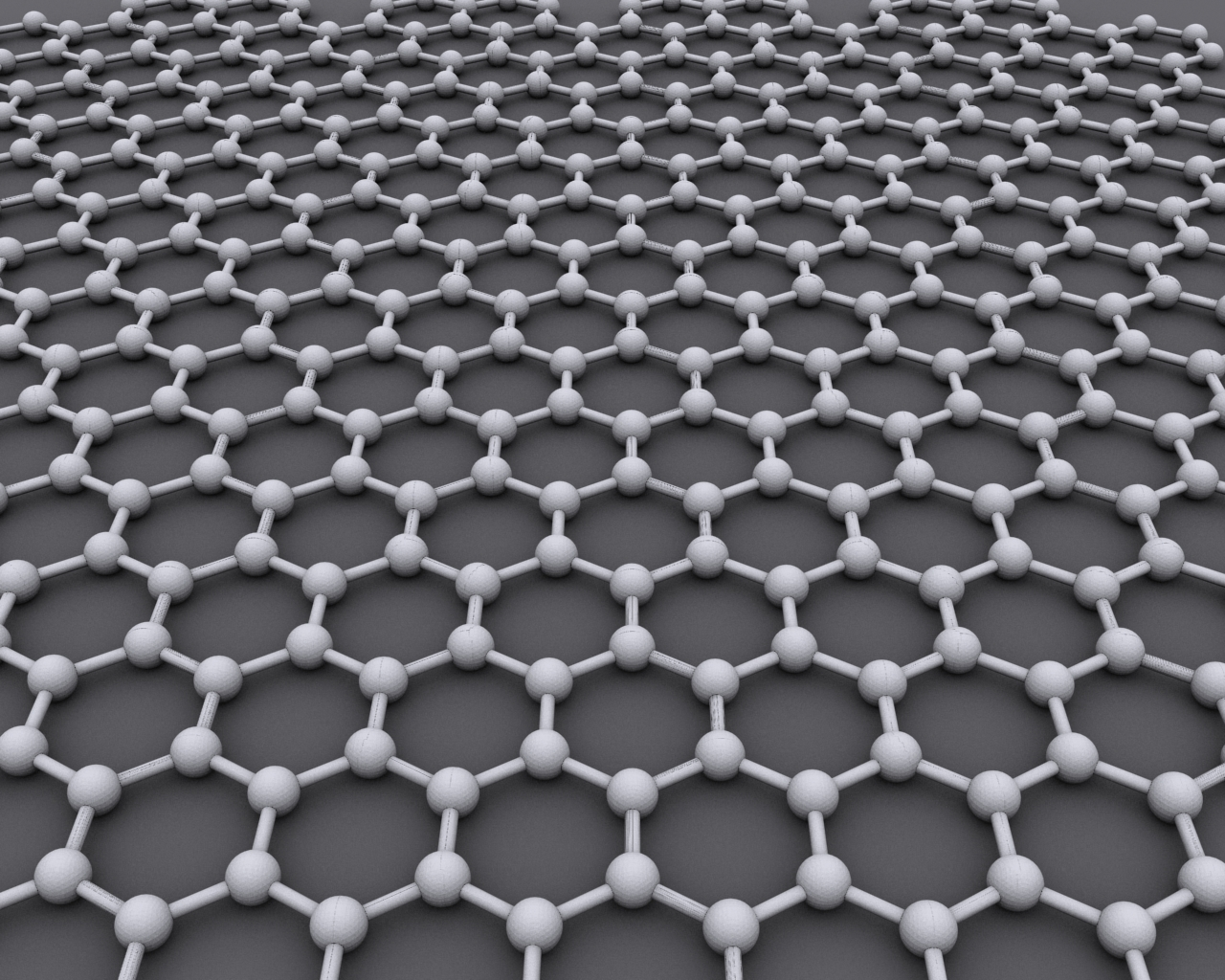
La estructura cristalina del Grafeno está formada por una rejilla de hexágonos.
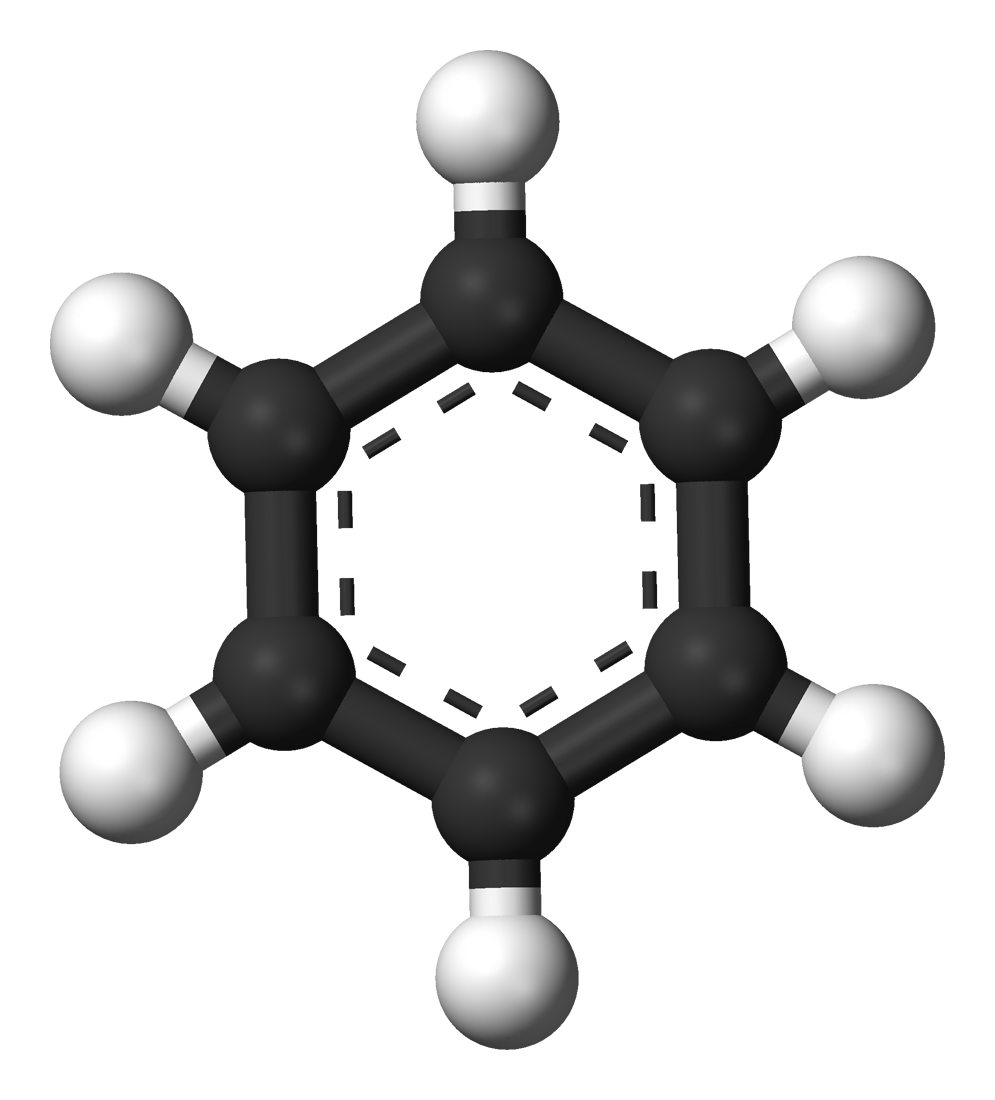
El benceno, es un compuesto aromático con forma hexagonal.
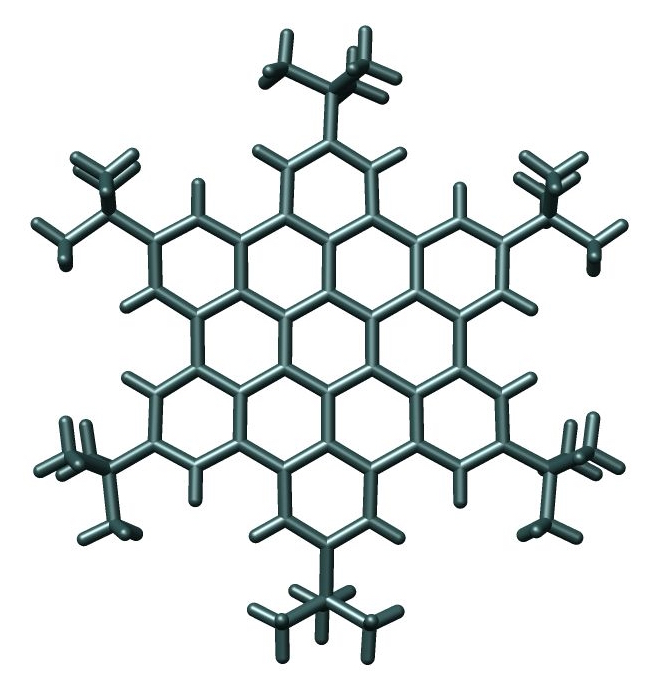
Estructura cristalina de un hexágono molecular compuesto por anillos aromáticos hexagonales.
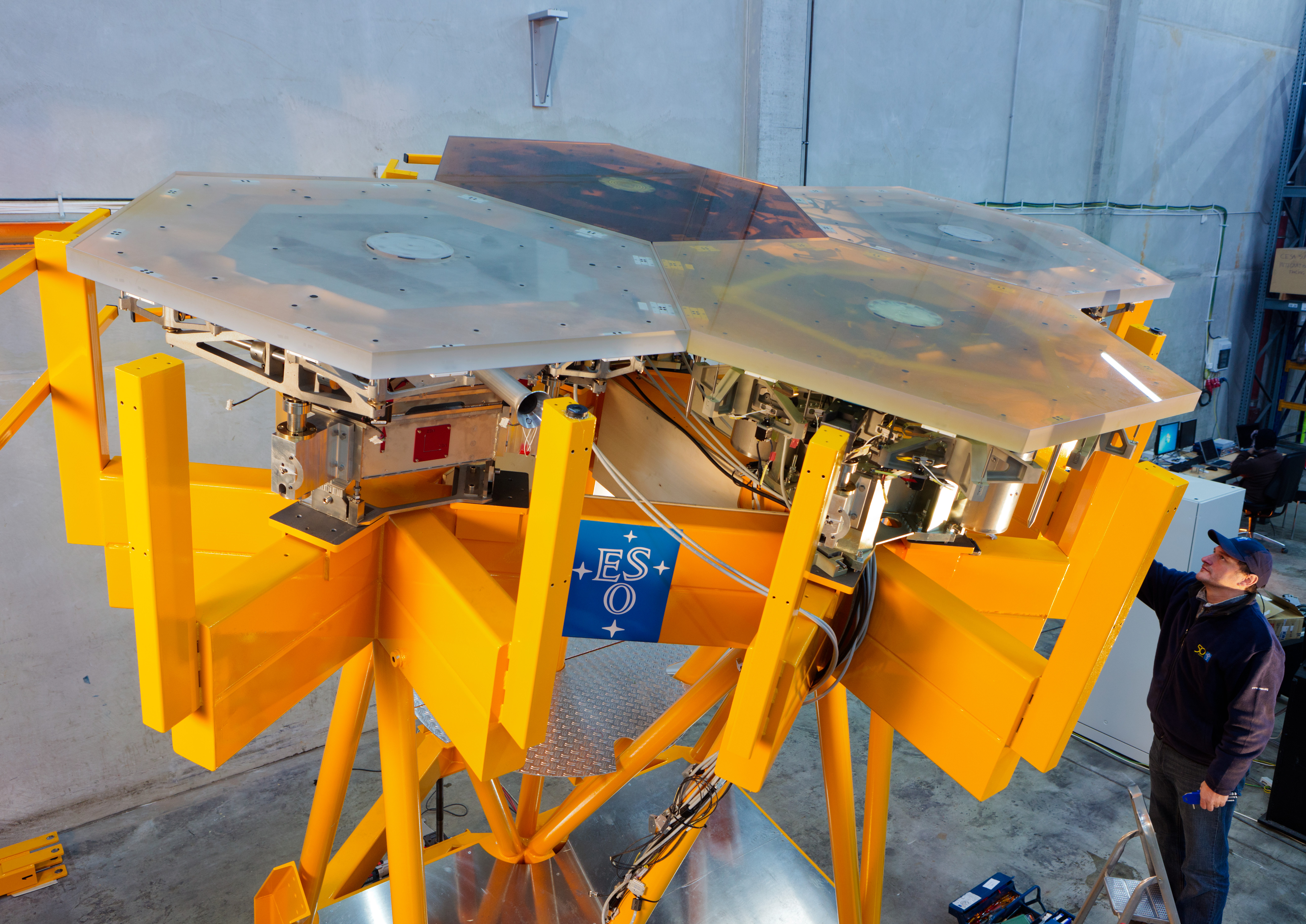
Segmentos de espejo E-ELT ensamblados.
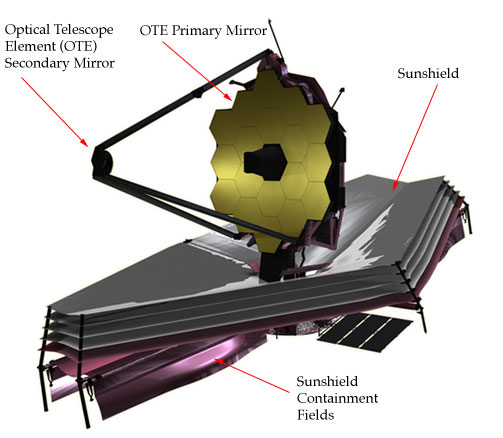
El espejo del telescopio espacial James Webb, está compuesto por 18 segmentos hexagonales.